# نازک (سرده)
نازَک سرده بزرگی از گیاهان آب‌دار است که شامل گونه‌های زیادی شامل «کراسولا اواتا» است.
این گیاهان بومی بخش‌های زیادی از جهان‌اند اما بیشترین نمونه‌های پرورشی بیشتر از دماغه شرقی آفریقای جنوبی می‌آیند و معمولاً از راه بریدن ساقه و برگ، زیاد شده‌اند. بیشتر این گیاهان کمی سرما را تحمل می‌کنند اما سرما و گرمای شدید باعث مرگ‌شان می‌شود.

## منبع
1. ↑  Wikipedia contributors, "Crassula," Wikipedia, The Free Encyclopedia, http://en.wikipedia.org/w/index.php?title=Crassula&oldid=495650251 (accessed June 3, 2012).